# Endless Strip Production
Die Endless Strip Production (ESP, deutsch etwa Endlosbandproduktion) ist ein Gießverfahren zur Erzeugung von Flachband aus Stahl, bei welchem der Gießprozess und der Walzprozess gekoppelt sind.

## Produktion
Bei der Produktion wird in einer Gießmaschine eine Bramme gegossen, die ca. 70–100 mm dick ist. Direkt im Anschluss daran befinden sich drei Walzgerüste (HRM = High Reduction Mill), in welchen eine hohe Abnahme der Banddicke auf ca. 12–25 mm erzielt wird. Anschließend durchläuft das Material einen induktiven Erhitzer und eine fünfgerüstige Fertigstraße, in welcher die Dicke bis auf 0,8 mm reduziert werden kann. Darauf erfolgt eine Abkühlung des Bandes in der Kühlstrecke zur Einstellung der Materialeigenschaften. Nach dieser befindet sich eine Haspel, auf der das Band zu Bunden (Coils) gewickelt wird; damit ist der Produktionsprozess in der ESP abgeschlossen.

## Produktionsanlage
Durch Installation mehrerer Scheren (nach der HRM, vor der Fertigstraße und der Haspel) kann man das Walzwerk im Einzelstückmodus betreiben (Batch-Betrieb). Dabei werden die Vorbänder nach der HRM geschnitten und einzeln in der Fertigstraße ausgewalzt.
Oder die ESP-Anlage wird im kontinuierlichen Modus betrieben, in welchem der Walzbetrieb kontinuierlich erfolgt und die Bänder erst vor der Haspel geschnitten werden.
Der große Vorteil dieser Anlage ist der geringe Energiebedarf zur Erzeugung des Flachstahls: während in konventionellen Warmwalzwerken ca. 4 GJ Energie zur Erzeugung einer Tonne Warmband benötigt werden, fällt dieser Wert in der ESP-Anlage auf bis zu 1 GJ pro Tonne.
Die erste Anlage wird seit 2008 im italienischen Cremona von der Firma Arvedi betrieben, welche die Technik auch maßgeblich entwickelt hat. Die Vorgängeranlage ist eine Gießwalzanlage bei Arvedi, welche 1990 von Mannesmann geliefert und sukzessive von Giovanni Arvedi und seinen Mitarbeitern weiterentwickelt wurde. Der Lieferant für die Anlagentechnik ist die Firma Primetals Technologies (ehemals Siemens VAI).
Im Jahr 2015 erfolgte die Inbetriebnahme von 3 weiteren ESP-Anlagen bei Rizhao Steel in China.

## Weltrekord
Im Oktober 2018 wurde auf einer Arvedi-ESP, welche beim chinesischen Stahlproduzenten Rizhao Steel Group Co., Ltd (Rizhao) installiert ist, erstmals ultradünnes Warmband mit einer Dicke von 0,6 Millimeter erzeugt. Dieser Wert wurde bei Warmband weltweit noch nie zuvor erreicht. Mit dieser geringen Dicke lassen sich mehr als 80 Prozent der handelsüblichen Kaltwalzdicken abdecken.